# Pyuthan
Pyuthan é uma cidade do Nepal, localizada a 175 km a oeste de Catmandu.